# Visa pour l'image
Visa pour l'image est un festival international de photojournalisme créé en 1989. 
Dirigé par Jean-François Leroy, Visa pour l'image se déroule chaque année dans toute la ville de Perpignan, de fin août à mi-septembre pour une durée de quinze jours, plus une troisième semaine réservée aux scolaires. 

## Histoire
Visa pour l’image est créé par Roger Thérond, le directeur de la rédaction de Paris-Match. Il en avait confié l'organisation à Michel Decron, directeur du journal Photo du groupe Filipacchi.
La ville de Perpignan et son maire Paul Alduy cherchait une manifestation culturelle pour sa cité en dehors du culte de Salvador Dalí et décide d’accueillir la manifestation.
L'association de Paris Match, Photo et d'autres partenaires (comme le groupe Hachette Filipacchi) ont progressivement décidé le ministère de la Culture et de la Communication, des partenaires locaux, mais aussi le partenaire historique Canon à soutenir cet événement. Des laboratoires photographiques sont également partenaires de l'événement : Central Color, Dupon et e-Center.
En avril 2019, Renaud Donnedieu de Vabres succède à Jean-Paul Griolet en tant que président de l'association Visa pour l'image qui chapeaute le festival.
En 2023, la suppression de trois photographies de Marine Le Pen réalisées par Jordi Borràs, dans une série consacrée à l'extrême droite, suscite une polémique alors que le festival est hébergé dans une ville à majorité frontiste. Jean-François Leroy, président du festival, déclare : « Je n’ai aucun problème à montrer l’extrême droite ou le Rassemblement national dans le festival, dit-il. J’ai reçu 72 images de Jordi Borras, et j’en ai enlevé 22, pas seulement celles montrant Marine Le Pen. Il a fait un travail profond et remarquable dans plein de pays d’Europe, et c’est pour ça que j’ai voulu montrer sa série. Mais ces trois pauvres images d’un meeting de Marine Le Pen 2017 n’avaient rien à voir avec les photos de l’ultradroite prises dans le reste de l’Europe, avec des défilés de néonazis, des croix gammées, des uniformes » .

## Lieux

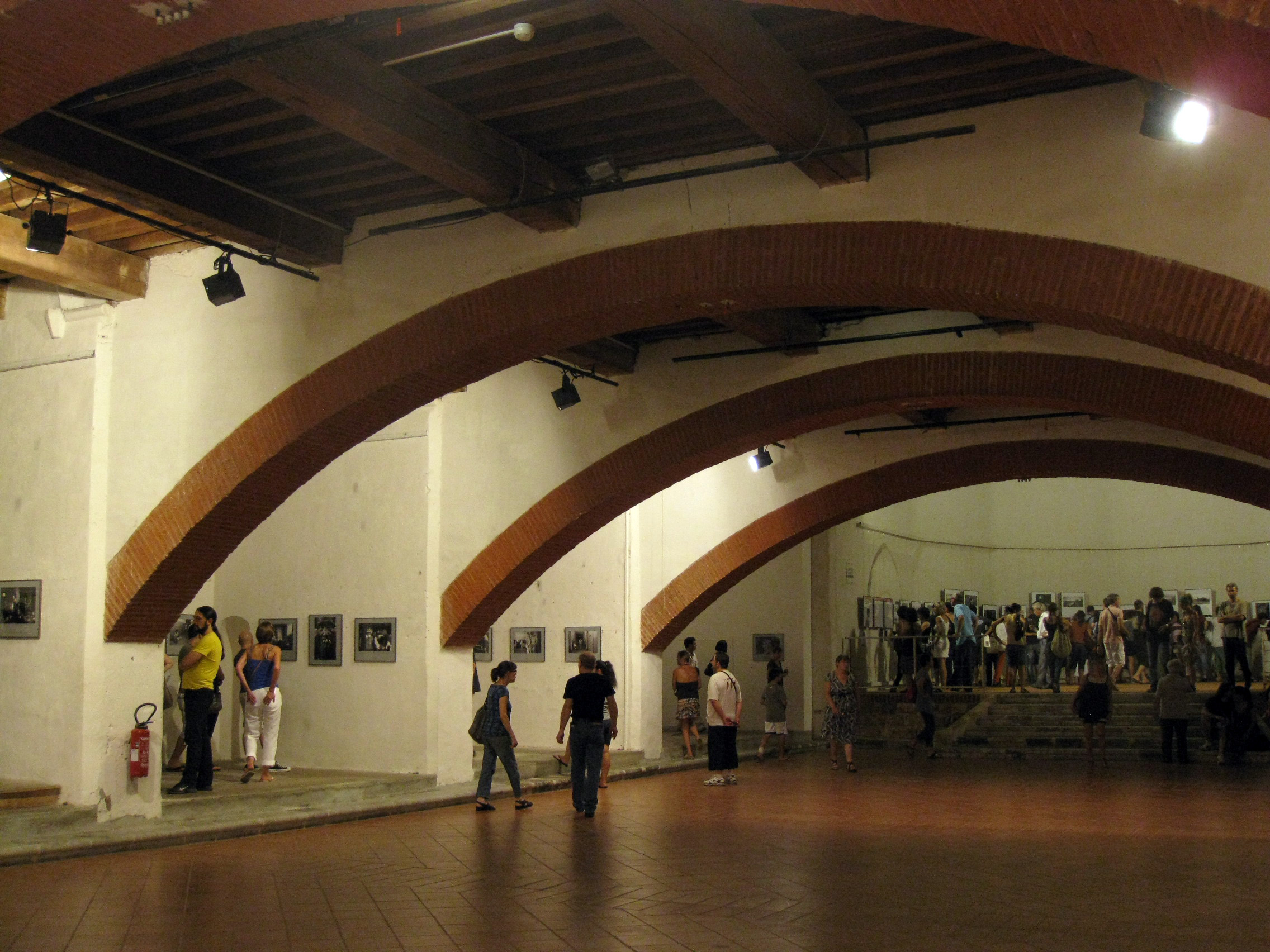
Le couvent des Minimes, principal lieu d'exposition du festival Visa pour l'image.

Le festival se déroule dans treize lieux de Perpignan. Les plus emblématiques sont le couvent des Minimes, qui accueille une quinzaine d’expositions et le Campo Santo où sont organisées les projections durant la semaine professionnelle.
Les autres lieux sont Le palais des congrès, l’Atelier d’urbanisme, le palais des Corts, l’hôtel Pams, la caserne Gallieni, l’église des Dominicains, le cinéma Le Castillet, le théâtre de l'Archipel, l’ancienne université, l’Institut Jean-Vigo et la Poudrière.

## Organisation
Le festival est organisé par une association loi de 1901, “Visa pour l’Image - Perpignan”, regroupant la mairie de Perpignan, la région Occitanie, la chambre de commerce et d'industrie des Pyrénées-Orientales, Perpignan Méditerranée Métropole et le MEDEF 66, soutenue par le ministère de la Culture et la Direction régionale des Affaires culturelles Occitanie.

## Prix et bourses
Chaque année, Visa pour l'Image récompense les meilleurs sujets photojournalistiques du monde entier.

### Visa d’or
Créés par Yann Arthus-Bertrand, Les Visa d’or récompensent les meilleurs reportages réalisés durant l’année écoulée.

#### Visa d’or Magazine
Le Visa d’or Magazine récompense le meilleur reportage publié dans un magazine. Il est doté de 8000 euros par la région Occitanie.
| Année | Photographe                 | Agence / Média                                                          | Sujet                                                                               |
| ----- | --------------------------- | ----------------------------------------------------------------------- | ----------------------------------------------------------------------------------- |
| 2023  | Ebrahim Noroozi             | AP                                                                      | Le pays le plus triste au monde et le pire pays pour les femmes.                    |
| 2022  | Brent Stirton               | Getty Images pour National Geographic                                   | Viande de brousse à l'origine des épidémies.                                        |
| 2021  | Jérémy Lempin               | Le Figaro Magazine                                                      | Docteur Peyo et Monsieur Hassen.                                                    |
| 2020  | Bryan Denton                | The New York Times                                                      | Sécheresse et déluge en Inde.                                                       |
| 2019  | Frédéric Noy                |                                                                         | La Lente agonie du lac Victoria                                                     |
| 2018  | James Oatway                |                                                                         | Les Fourmis rouges                                                                  |
| 2017  | Daniel Berehulak            | The New York Times                                                      | Philippines - Ils nous abattent comme des animaux                                   |
| 2016  | Peter Bauza                 | Echo Photojournalism                                                    | Copacabana Palace, Brésil                                                           |
| 2015  | Daniel Berehulak            | The New York Times / Getty Images Reportage                             | L'Épidémie d'Ebola                                                                  |
| 2014  | Guillaume Herbaut           | Institute                                                               | Ukraine, de Maïdan au Donbass                                                       |
| 2013  | Noriko Hayashi              | Panos Pictures - Réa                                                    | Le Mariage au Kirghizistan, une institution pas très sainte                         |
| 2012  | Stephanie Sinclair          | Agence VII pour National Geographic Magazine                            | Ces petites filles que l’on marie                                                   |
| 2011  | Olivier Jobard              | Sipa Press pour Paris Match                                             | Zarzis-Lampedusa, l’odyssée de l’espoir                                             |
| 2010  | Stephanie Sinclair          | Agence VII pour National Geographic et The New York Times Magazine      | Polygamie aux États-Unis                                                            |
| 2009  | Zalmaï                      |                                                                         | Afghanistan. Promesses et mensonges. Le coût humain de la guerre contre la terreur  |
| 2008  | Brent Stirton               | Reportage de Getty Images pour Newsweek et National Geographic Magazine | Parc national des Virunga, est de la république démocratique du Congo, juillet 2007 |
| 2007  | Lizzie Sadin                |                                                                         | Mineurs en peines                                                                   |
| 2006  | Todd Heisler                | Rocky Mountain News / Polaris / Deadline                                | Final Salute                                                                        |
| 2005  | James Hill                  | New York Times                                                          | Beslan                                                                              |
| 2004  | Stéphanie Sinclair          | Corbis                                                                  | Auto-immolation des femmes en Afghanistan                                           |
| 2003  | Philip Blenkinsop           | Agence Vu                                                               | Laos, la guerre secrète continue                                                    |
| 2002  | Felicia Webb                | IPG                                                                     | Anorexiques en Grande-Bretagne                                                      |
| 2001  | Ad van Denderen             | Agence Vu                                                               | Espace Schengen, demandeurs d’asile et immigrants en Europe                         |
| 2000  | Raphaël Gaillarde           | Gamma                                                                   | Ces grands brûlés que l’on sauve !                                                  |
| 1999  | Chien-Chi Chang             | Magnum Photos                                                           | Chinatown New York                                                                  |
| 1998  | Zed Nelson                  |                                                                         | Gun Nation                                                                          |
| 1997  | Jillian Edelstein           |                                                                         | Victimes et bourreaux de l’apartheid                                                |
| 1996  | Jean-Paul Goude             | 2e Bureau                                                               | Jeux Olympiques                                                                     |
| 1995  | Francesco Zizola            | Contrasto                                                               |                                                                                     |
| 1994  | Tom Stoddart                | IPG                                                                     |                                                                                     |
| 1993  | Dario Mitidieri             | Select                                                                  | Enfants de Bombay                                                                   |
| 1992  | David Turnley               | Black Star                                                              | Soviet Saga                                                                         |
| 1991  | Philippe Bourseiller        |                                                                         | Le Volcan Pinatubo                                                                  |
| 1990  | Sebastiao Salgado           | Magnum Photos                                                           | Les Enfants du Cambodge                                                             |
| 1990  | Diane Summers et Eric Valli |                                                                         | Chasseurs de miel                                                                   |

#### Visa d’or News
Il est doté de 8 000 euros.
| Année | Journaliste                   | Agence / Média                               | Sujet                                                     |
| ----- | ----------------------------- | -------------------------------------------- | --------------------------------------------------------- |
| 2024  | Mahmud Hams                   | Agence France-Presse (AFP)                   | Gaza, Palestine.                                          |
| 2022  | Evgeniy Maloletka             | Associated Press (AP)                        | Marioupol, Ukraine.                                       |
| 2021  | Un photographe anonyme birman | The New York Times                           | La « révolution du printemps » en Birmanie.               |
| 2020  | Fabio Bucciarelli             | The New York Times                           | Bergame au temps du Covid-19.                             |
| 2019  | Guillermo Arias               | Agence France-Presse (AFP)                   | La Caravane                                               |
| 2018  | Véronique de Viguerie         | The Verbatim Agency pour Time et Paris Match | Yémen, la guerre qu'on nous cache.                        |
| 2017  | Laurent Van der Stockt        | Pour Le Monde / Getty Images Reportage       | La bataille de Mossoul                                    |
| 2016  | Áris Messínis                 | AFP                                          | Scènes de guerre en zone de paix                          |
| 2015  | Bülent Kılıç                  | AFP                                          | Réfugiés syriens à la frontière turque                    |
| 2014  | Tyler Hicks                   | The New York Times                           | Massacre au centre commercial Westgate de Nairobi (Kenya) |
| 2013  | Laurent Van der Stockt        | Reportage by Getty Images pour Le Monde      | Syrie                                                     |
| 2012  | Eric Bouvet                   | Pour Le Figaro Magazine                      | Bab al-Azizia, la fin                                     |
| 2011  | Yuri Kozyrev                  | Noor pour Time                               | Le printemps arabe, les chemins de la révolution          |
| 2010  | Damon Winter                  | The New York Times                           | Haïti                                                     |
| 2009  | Wojciech Grzedzinski          | NapoImages pour Dziennik                     | Géorgie                                                   |
| 2008  | Philip Blenkinsop             | Noor                                         | Tremblement de terre en Chine                             |
| 2007  | Kadir van Lohuizen            | Noor pour Le Monde                           | Tchad                                                     |
| 2006  | Shaul Schwarz                 | Getty Images                                 | Gaza                                                      |
| 2005  | Philip Blenkinsop             | Vu                                           | Tsunami                                                   |
| 2004  | Olivier Jobard                | Sipa Press                                   | Soudan, la guerre oubliée                                 |
| 2003  | Georges Gobet                 | AFP                                          | Côte d’Ivoire                                             |
| 2002  | Tyler Hicks                   | Getty / Sipa Press                           | Afghanistan                                               |
| 2001  | Chris Anderson                | Aurora / Cosmos                              | Réfugiés afghans au Pakistan                              |
| 2000  | Eric Bouvet                   | Gamma                                        | Tchétchénie                                               |
| 1999  | Joachim Ladefoged             | Network / Rapho                              | Kosovo                                                    |
| 1998  | Alexandra Boulat              | Sipa                                         | Kosovo                                                    |
| 1997  | Yunghi Kim                    |                                              | Rwanda                                                    |
| 1996  | Patrick Robert                |                                              | Libéria                                                   |
| 1995  | Carol Guzy                    | Washington Post / Reuters                    |                                                           |
| 1994  | Nadia Benchallal              |                                              | Algérie                                                   |
| 1993  | Luc Delahaye                  | Sipa                                         | Yougoslavie                                               |
| 1992  | Chris Morris                  | Black Star                                   | Yougoslavie                                               |
| 1991  | Patrick Robert                | Sygma                                        | Kurdistan                                                 |

#### Visa d’or de la Presse quotidienne
Le Visa d’or de la Presse Quotidienne récompense les meilleures photographies de l’année parues dans un quotidien de la presse internationale. Il est doté de 8 000 euros par la communauté urbaine Perpignan Méditerranée Métropole.
| Année | Magazine (nationalité)              | Journaliste                                                     | Sujet                                                                 |
| ----- | ----------------------------------- | --------------------------------------------------------------- | --------------------------------------------------------------------- |
| 2023  | The New York Times (Danemark)       | Tyler Hicks                                                     |                                                                       |
| 2022  | Politiken (Danemark)                | Mads Nissen                                                     | Guerre en Ukraine                                                     |
| 2021  | Berlingske (Danemark)               | Asger Ladefoged                                                 | Soulèvement en Biélorussie                                            |
| 2020  | CNN.com (USA)                       | Rosem Morton                                                    | J’ai été violée et brisée. Alors j’ai pris mon appareil photo.        |
| 2019  | Libération (France)                 | Francesco Anselmi                                               | La frontière entre les États-Unis et le Mexique                       |
| 2018  | Libération (France)                 | Sergey Ponomarev                                                | La Russie à l'heure de la Coupe du monde de football.                 |
| 2017  | Helsingin Sanomat (Finlande)        | Sami Kero                                                       | Les trous dans la glace utilisés comme piscine hivernale en Finlande. |
| 2016  | Dnevnik (Slovénie)                  | Jaka Gasar et Bojan Velikonja                                   | Les réfugiés.                                                         |
| 2015  | The New York Times (USA)            | Daniel Berehulak                                                | L'épidémie d'Ebola.                                                   |
| 2014  | Helsingin Sanomat (Finlande)        | Meeri Koutaniemi                                                | Les mutilations génitales féminines au Kenya.                         |
| 2013  | Helsingin Sanomat (Finlande)        | Niklas Meltio                                                   | Alep, Syrie.                                                          |
| 2012  | The New York Times Magazine (USA)   | Tomas Munita                                                    |                                                                       |
| 2011  | International Herald Tribune (USA)  | Shiho Fukada                                                    |                                                                       |
| 2010  | La Croix (France)                   | Frédéric Sautereau                                              |                                                                       |
| 2009  | Los Angeles Times (USA)             | Barbara Davidson                                                |                                                                       |
| 2008  | The Dallas Morning News (USA)       | Mona Reeder                                                     |                                                                       |
| 2007  | Reforma (Mexique)                   | Israel Rosas, Luis Castillo, Jorge Luis Plata, Julio Candelaria | Émeutes à Oaxaca                                                      |
| 2006  | El Periódico de Catalunya (Espagne) | Sergio Caro                                                     |                                                                       |
| 2005  | Politiken (Danemark)                | Jan Grarup                                                      | Le Darfour                                                            |
| 2004  | El Comercio (Perou)                 | Daniel Silva                                                    | Footballeurs des Andes, Pérou                                         |
| 2003  | The Dallas Morning News (USA)       | Cheryl Diaz Meyer                                               | Opération Liberté pour l‘Irak                                         |
| 2002  | La Dépêche du Midi (France)         | Thierry Bordas                                                  |                                                                       |
| 2001  | Berlingske Tidende (Danemark)       | Erik Refner                                                     |                                                                       |
| 2000  | The Washington Post (USA)           | Dudley M. Brooks                                                |                                                                       |
| 1999  | Berlingske Tidende (Danemark)       | Klaus Bjorn Larsen                                              | Kosovo                                                                |
| 1998  | La Vanguardia (Espagne)             | Kim Manresa                                                     | Excision en Afrique                                                   |
| 1997  | Clarin (Argentine)                  |                                                                 | Cabezas                                                               |
| 1996  | The Herald (Écosse)                 |                                                                 | Dunblane                                                              |
| 1995  | L'Humanité (France)                 |                                                                 |                                                                       |
| 1994  | Detroit Free Press (USA)            |                                                                 |                                                                       |
| 1993  | Diario 16 (Espagne)                 |                                                                 |                                                                       |
| 1992  | Midi libre (France)                 | Pierre Anisset                                                  |                                                                       |
| 1991  | Le Courrier de l'Ouest (France)     |                                                                 |                                                                       |

#### Visa d’or humanitaire du Comité International de la Croix-Rouge (CICR)

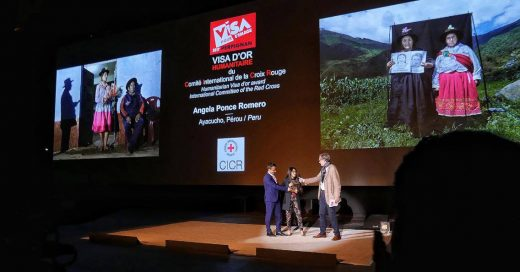
Remise du Visa d'or humanitaire du CICR 2017 à la photographe Angela Ponce-Romero

Le Visa d’or humanitaire récompense le photojournaliste professionnel ayant couvert une problématique humanitaire en lien avec un conflit armé. Il est doté de 8 000 euros par le CICR.

#### Visa d’or de l’Information numérique
Le Visa d’or de l’Information numérique récompense un projet, un contenu ou une création proposant une mise en perspective de l’information. Il est doté de 8 000 euros par France Médias Monde, France Télévisions, Radio France et l’Institut national de l'audiovisuel.
| Année | Journalistes ou auteurs | Sujet                                                                       |
| ----- | --- | --------------------------------------------------------------------------- |
| 2023  | Virginie Nguyen Hoang | La vie sous le feu de la guerre (La Libre Belgique)                         |
| 2022  | Max Bearak, Dylan Moriarty et Julia Ledur | Africa Cities Rising (The Washington Post)                                  |
| 2021  | Tyler Hicks, Julie Turkewitz et Manuela Andreoni. | Le fleuve amazone, source de vie, vecteur de pandémie. (The New York Times) |
| 2020  | La photographe Camille Gharbi et la cellule d’investigation sur les féminicides du Monde : Julie Bienvenu, Yann Bouchez, Magali Cartigny, Nicolas Chapuis, Lorraine de Foucher, Zineb Dryef, Jérémie Lamothe, Luc Leroux, Frédéric Potet, Richard Schittly et Faustine Vincent. | Féminicides : mécanique d’un crime annoncé. (Le Monde)                      |
| 2019  | Michel Despratx, Mathias Destal, Tom Flanery, Aliaume Leroy, Geoffrey Livolsi et Lorenzo Tugnoli | Made in France                                                              |
| 2018  | Olivier Papegnies / Collectif Huma et Valentine Van Vyve (photographe indépendante) | Koglweogo - Miroir d’une faillite d’État                                    |
| 2017  | Vlad Sokhin | Warm waters, Kamchatka                                                      |
| 2016  | Jenny Svenberg Bunnel et Magnus Wennman | Les Dessins de Fatima                                                       |

#### Visa d’or d’honneur duFigaro Magazine
Le Visa d’or d’honneur récompense le travail d’un photographe confirmé et toujours en exercice pour l’ensemble de sa carrière professionnelle. Il doté de 8 000 euros par Le Figaro Magazine.
Lauréats :
- 2022 : Alain Keler
- 2021 : Sebastião Salgado[5].
- 2020 : Jean-Pierre Laffont[6]
- 2019 : William Albert Allard
- 2018 : Sabine Weiss
- 2017 : Michael Nichols
- 2016 : Stanley Greene
- 2015 : Pascal Maitre
- 2014 : Eugene Richards
- 2013 : Don McCullin

### Autres prix et bourses

#### Prix de la Ville de Perpignan Rémi-Ochlik
Le prix Rémi-Ochlik, en l'honneur du journaliste décédé en 2012 à Homs en Syrie récompense le ou la jeune photographe de l’année qui a produit le meilleur reportage publié ou non. Son travail est exposé au festival. Il est doté de 8 000 euros par la ville de Perpignan.
Lauréats :
- 2006 : Tomas van Houtryve
- 2007 : Mikhael Subotzky
- 2008 : Munem Wasif
- 2009 : Massimo Berruti
- 2010 : Corentin Fohlen
- 2011 : Ed Ou
- 2012 : Sebastián Liste
- 2013 : Sara Naomi Lewkowicz
- 2014 : Maxim Dondiouk
- 2015 : Édouard Elias
- 2016 : Niels Ackermann
- 2017 : Rafael Yaghobzadeh
- 2018 : Luis Tato
- 2019 : Adriana Loureiro Fernandez
- 2020 : Anthony Wallace[12]
- 2021 : Fatima Shbair[13]
- 2022 : Lucas Barioulet[14]

#### Bourse Canon de la femme photojournaliste
La bourse Canon de la femme photojournaliste récompense une photographe, en reconnaissance de sa contribution au photojournalisme.

#### Prix ANI-PixTrakk
Le prix de l’Association nationale des iconographes récompense trois « coups de cœurs ». Il est doté de 5 000 euros. Les lauréats seront exposés au festival ainsi qu’aux Gobelins, l’école de l’image à Paris.
Lauréats :
- 2020 : Odhràn Dunne[6]
- 2019 : Nicolas Krief
- 2018 : Virginie Nguyen Hoang
- 2017 : Jérémie Jung
- 2016 : Ingetje Tadros
- 2015 : Andres Kudacki
- 2014 : Frederik Buyckx
- 2013 : Paolo Marchetti
- 2012 : Misha Friedman
- 2011 : Lurdes Basoli
- 2010 : Katie Orlinsky

#### Prix Camille-Lepage
Le prix Camille-Lepage est destiné à encourager le travail d’un photojournaliste engagé au long cours. Créé à l’initiative de l’association Camille Lepage en honneur de la journaliste décédée en 2014 en République centrafricaine, il est doté de 8 000 euros par la Société des auteurs des arts visuels et de l'image fixe (Saif).
- 2015 : Romain Laurendeau, Studio Hans Lucas, pour son projet de reportage sur la jeunesse algérienne[16].

- 2016 : Pauline Beugnies, pour Génération Tahir[17].
- 2017 : Pierre Faure, pour sontravail en noir et blanc sur la montée de la pauvreté dans la France rurale et périurbaine[17].
- 2018 : Kasia Strek, pour son travail qui montre l’avortement dans un pays où la procédure est illégale[17].
- 2019 : Thomas Morel-Fort, pour son reportage sur les employées domestiques philippines[17].
- 2020 : Olivier Jobard, Agence MYOP, pour son projet de reportage sur une route de migration moins connue, de l’Éthiopie à l’Arabie saoudite, à travers le portrait de la famille de Moustafa, rencontré à Aden[6].
- 2021 : Ana Maria Arevalo Gosen, pour lui permettre de poursuivre son reportage sur les conditions de détention des femmes en Amérique latine.
- 2022 : Rebecca Conway, pour lui permettre de poursuivre son travail de reportage sur les effets de la guerre civile au Sri Lanka sur la santé mentale de la population[18].

- 2023 : Cinzia Canneri, pour lui permettre de poursuivre son travail sur les violences infligées aux femmes au Tigré et en Érythrée, en temps de conflit ou de paix[19].

#### Prix Pierre-et-Alexandra-Boulat
Le prix Pierre-et-Alexandra-Boulat permet la réalisation d'un projet de reportage inédit ne trouvant pas de commande auprès des médias. Il est doté de 8 000 euros par la Société civile des auteurs multimédia (LaScam).
Lauréats :
- 2023 : Paolo Manzon
- 2022 : Laura Morton[20]
- 2021 : Mary F. Calvert[5].
- 2020 : Jérôme Gence[6]
- 2019 : Axelle de Russé
- 2018 : Jérôme Sessini
- 2017 : Romain Laurendeau
- 2016 : Ferhat Bouda
- 2015 : Alfonso Moral
- 2014 : Kosuke Okahara
- 2013 : Arnau Bach
- 2012 : Maciek Nabrdalik
- 2010 : Lizzie Sadin
- 2009 : Margaret Crow

#### Prix Photo – Fondation Yves-Rocher
Le prix photo soutient la réalisation d’un travail journalistique sur les problématiques liées à l’environnement, aux relations entre les humains et la terre, aux grands enjeux du développement durable. Il est doté de 8 000 euros par la fondation Yves-Rocher.
Lauréats :
- 2020 : Mathias Depardon[21].
- 2019 : Nadia Shira Cohen
- 2018 : Marco Zorzanello
- 2017 : Fausto Podavini
- 2016 : Phil Moore
- 2015 : Lianne Milton

#### Prix Carmignac du photojournalisme
Le prix Carmignac soutient la production d’un reportage photographique et journalistique d’investigation sur les violations des droits humains dans le monde et les enjeux environnementaux et géostratégiques qui y sont liés. Le lauréat reçoit une bourse de terrain pour réaliser un reportage de fond qui fera l’objet d’une exposition itinérante et d’un livre monographique.
Lauréats :
- 2020 : Finbarr O’Reilly[6]
- 2019 : Tommaso Protti
- 2018 : Yuri Kozyrev et Kadir Van Lohuizen.
- 2017 : Lizzie Sadin
- 2016 : Narciso Contreras
- 2015 : Christophe Gin
- 2014 : Newsha Tavakolian
- 2013 : Davide Monteleone
- 2012 : Robin Hammond
- 2011 : Massimo Berruti
- 2010 : Kai Wiedenhöfer

#### Bourse de la nouvelle photographie urbaine soutenue par Google
À travers cette bourse, le jury souhaite récompenser un talent émergent de la photographie française ayant une approche et un traitement innovants de thématiques urbaines.
- 2022 : Philémon Barbier
- 2021 : Cebos Nalcakan
- 2020 : Aïda Dahmani[6]

#### Prix Françoise Demulder
Créé en 2020 en l'honneur de la photojournaliste Françoise Demulder, avec le ministère de la Culture, ce prix décerne annuellement deux bourses, dotées de 8 000 euros chacune, à des femmes photographes en reconnaissance de leur contribution au photojournalisme,
- 2022 : Nanna Heitmann et Adrienne Surprenant
- 2021 : Darcy Padilla et Axelle de Russé
- 2020 : Chloe Sharrock et Nicole Tung